# Clădirea Baroului Oradea
Baroul din Oradea este o clădire în stilul arhitecturii 1900 aflată în Oradea, pe Str. George Enescu nr.1, proiectată de arhitectul Rimanoczy Kalman junior și construită la începutul secolului al XX-lea în intervalul 1908-1909. În care cea mai mare parte, clădirea avea ca funcțiune apartamente de locuit, instituția baroului având un antreu, sala mare de la primul etaj, plus încă o încăpere.